# Foggia Calcio 1991-1992
Questa voce raccoglie le informazioni riguardanti il Foggia Calcio nelle competizioni ufficiali della stagione 1991-1992.

## Stagione
La squadra rossonera guidata da Zdeněk Zeman approda in Serie A nella stagione 1991-1992 e gioca la prima partita di campionato a San Siro, dove il Foggia conquista un prezioso (1-1). I satanelli disputano un campionato ben al di sopra delle aspettative, mostrando un gioco divertente e sfiorando una clamorosa qualificazione in Coppa Uefa, arrivando a fine campionato al nono posto in classifica, con 35 punti. I media italiani ed europei parlano della realtà foggiana, indicata e poi ricordata come Zemanlandia o Foggia dei miracoli; viene ammirata soprattutto l'impostazione di gioco della squadra, rapida e basata sull'attacco. Il prolifico trio d'attacco Signori-Baiano-Rambaudi è soprannominato Tridente delle meraviglie. Con 18 reti il miglior realizzatore dei pugliesi è stato Francesco Baiano, delle quali 16 in campionato e 2 nella Mitropa Cup, una antica manifestazione europea, nella quale i satanelli sono stati eliminati in semifinale dagli slavi del Borac Banja Luka. Nella Coppa Italia il Foggia entra in gioco nel secondo turno eliminatorio, ma deve subito arrendersi al Pisa nel doppio confronto.

## Divise e sponsor

Il russo Igor Shalimov, alla sua unica stagione a Foggia, in azione con la seconda maglia bianca.

Lo sponsor di maglia per la stagione 1991-1992 fu Banca Popolare Pescopagano.
| Casa | Trasferta |

## Organigramma societario
Area direttiva
- Presidente: Pasquale Casillo
- Dirigente: Franco Altamura
- Direttore Sportivo: Giuseppe Pavone

Area tecnica
- Allenatore: Zdeněk Zeman
- Allenatore in seconda: Vincenzo Cangelosi

Area Sanitaria
- Massaggiatore: Lino Rabbaglietti
- Magazziniere: Dario Annecchino

## Rosa
| N. |                   | Ruolo | Calciatore                |
| -- | ----------------- | ----- | ------------------------- |
|    | Italia (bandiera) | P     | Francesco Mancini         |
|    | Italia (bandiera) | P     | Mauro Rosin               |
|    | Italia (bandiera) | D     | Angelo Consagra           |
|    | Italia (bandiera) | D     | Salvatore Fresi           |
|    | Italia (bandiera) | D     | Gualtiero Grandini        |
|    | Italia (bandiera) | D     | Pasquale Padalino         |
|    | Italia (bandiera) | D     | Salvatore Matrecano       |
|    | Italia (bandiera) | D     | Tommaso Napoli            |
|    | Italia (bandiera) | C     | Onofrio Barone (capitano) |
|    | Italia (bandiera) | C     | Maurizio Codispoti        |
|    | Italia (bandiera) | C     | Giuseppe Lo Polito        |

| N. |                    | Ruolo | Calciatore        |
| -- | ------------------ | ----- | ----------------- |
|    | Italia (bandiera)  | C     | Gianluca Musumeci |
|    | Italia (bandiera)  | C     | Mauro Picasso     |
|    | Italia (bandiera)  | C     | Alessandro Porro  |
|    | Romania (bandiera) | C     | Dan Petrescu      |
|    | Italia (bandiera)  | C     | Roberto Rambaudi  |
|    | Italia (bandiera)  | C     | Carlo Ricchetti   |
|    | Russia (bandiera)  | C     | Igor' Šalimov     |
|    | Italia (bandiera)  | A     | Francesco Baiano  |
|    | Italia (bandiera)  | A     | Aldo Di Corcia    |
|    | Russia (bandiera)  | A     | Igor' Kolyvanov   |
|    | Italia (bandiera)  | A     | Giuseppe Signori  |

## Risultati

### Serie A

#### Girone di andata
| Arbitro: | Cinciripini (Ascoli Piceno) |

|            |           |            |
| Ciocci 61’ | Marcatori | 52’ Baiano |

| Arbitro: | Lanese (Messina) |

|  |           |               |
|  | Marcatori | 47’ Schillaci |

| Arbitro: | Beschin (Legnago) |

|              |           |                            |
| Faccenda 27’ | Marcatori | 62’ Petrescu 65’ Codispoti |

| Arbitro: | Fabricatore (Roma) |

|                                       |           |             |
| Rambaudi 37’ Codispoti 49’ Baiano 82’ | Marcatori | 84’ Criniti |

| Arbitro: | D'Elia (Salerno) |

|             |           |           |
| Signori 70’ | Marcatori | 87’ Melli |

| Arbitro: | Luci (Firenze) |

|                                           |           |            |
| Policano 17’ Scifo 28’ (rig.) Lentini 54’ | Marcatori | 81’ Baiano |

| Arbitro: | Bettin (Padova) |

|             |           |  |
| Signori 79’ | Marcatori |  |

| Arbitro: | Felicani (Bologna) |

|                     |           |             |
| Petrescu 53’ (aut.) | Marcatori | 82’ Šalimov |

| Arbitro: | Trentalange (Torino) |

|                                         |           |                  |
| Baiano 18’, 44’ (rig.), 80’ Signori 76’ | Marcatori | 45’ Giampaolo II |

| Arbitro: | Nicchi (Arezzo) |

|  |           |                        |
|  | Marcatori | 36’ Signori 40’ Baiano |

| Arbitro: | Merlino (Torre del Greco) |

|                         |           |                                      |
| Signori 18’ Picasso 46’ | Marcatori | 11’ (aut.) Consagra 13’, 64’ Perrone |

| Arbitro: | Stafoggia (Pesaro) |

|                   |           |  |
| Pellegrini II 76’ | Marcatori |  |

| Foggia 8 dicembre 1991 13ª giornata | Foggia                      | 0 – 0 | Sampdoria | Stadio Pino Zaccheria (20.300 spett.)\| Arbitro: \| Cinciripini (Ascoli Piceno) \| |
| Arbitro:                            | Cinciripini (Ascoli Piceno) |       |           |                                                                                    |

| Arbitro: | Trentalange (Torino) |

|                              |           |                              |
| Padovano 12’ Careca 21’, 53’ | Marcatori | 22’, 88’ Signori 77’ Šalimov |

| Arbitro: | Sguizzato (Verona) |

|                                                 |           |                  |
| Doll 10’ Riedle 16’, 38’ Stroppa 81’ Sergio 83’ | Marcatori | 12’, 21’ Šalimov |

| Arbitro: | Fucci (Salerno) |

|              |           |  |
| Petrescu 42’ | Marcatori |  |

| Arbitro: | Beschin (Legnago) |

|                                        |           |             |
| van Basten 10’ (rig.), 47’, 85’ (rig.) | Marcatori | 64’ Šalimov |

#### Girone di ritorno
| Arbitro: | Ceccarini (Livorno) |

|                                |           |                                   |
| Baiano 83’ (rig.) Petrescu 87’ | Marcatori | 31’ (rig.) Matthäus 53’ Klinsmann |

| Arbitro: | Sguizzato (Verona) |

|                                                   |           |              |
| Baggio I 2’ (rig.), 51’ (rig.), 53’ Casiraghi 90’ | Marcatori | 61’ Petrescu |

| Arbitro: | Bazzoli (Merano) |

|                                     |           |                         |
| Rambaudi 29’ Baiano 31’ Šalimov 37’ | Marcatori | 24’, 52’, 76’ Batistuta |

| Arbitro: | Pairetto (Nichelino) |

|                  |           |                          |
| Fonseca 37’, 52’ | Marcatori | 36’ Šalimov 62’ Rambaudi |

| Arbitro: | Amendolia (Messina) |

|                   |           |  |
| Agostini 30’, 55’ | Marcatori |  |

| Arbitro: | Mughetti (Cesena) |

|               |           |           |
| Kolyvanov 78’ | Marcatori | 43’ Scifo |

| Arbitro: | Quartuccio (Torre Annunziata) |

|                            |           |             |
| D'Ainzara 39’ Bierhoff 71’ | Marcatori | 80’ Porro I |

| Arbitro: | Lo Bello (Siracusa) |

|             |           |                       |
| Signori 90’ | Marcatori | 19’ Häßler 74’ Aldair |

| Arbitro: | Luci (Firenze) |

|                  |           |                                     |
| Platt 57’ (rig.) | Marcatori | 5’ Baiano 32’ Šalimov 85’ Kolyvanov |

| Arbitro: | Boggi (Salerno) |

|                           |           |  |
| Signori 25’ Kolyvanov 48’ | Marcatori |  |

| Arbitro: | Brignoccoli (Ancona) |

|                                              |           |                                                        |
| Consagra 38’ (aut.) Cornacchia 74’, 84’, 87’ | Marcatori | 40’ Baiano 53’ (aut.) Minaudo 59’ Šalimov 71’ Rambaudi |

| Arbitro: | Lanese (Messina) |

|                                               |           |  |
| Rambaudi 25’, 44’ Baiano 65’, 88’ (rig.), 90’ | Marcatori |  |

| Arbitro: | Bazzoli (Merano) |

|            |           |              |
| Vialli 65’ | Marcatori | 23’ Rambaudi |

| Arbitro: | Chiesa (Milano) |

|              |           |  |
| Padalino 61’ | Marcatori |  |

| Arbitro: | Stafoggia (Pesaro) |

|                         |           |          |
| Rambaudi 49’ Baiano 52’ | Marcatori | 90’ Sosa |

| Arbitro: | Scaramuzza (Venezia) |

|  |           |                          |
|  | Marcatori | 39’ Rambaudi 46’ Signori |

| Arbitro: | Collina (Viareggio) |

|                        |           |                                                                                           |
| Signori 39’ Baiano 41’ | Marcatori | 22’ Maldini 47’ Gullit 52’, 82’ van Basten 59’ (aut.) Matrecano 72’, 74’ Simone 87’ Fuser |

### Coppa Italia

#### Turni preliminari
| Arbitro: | Beschin (Legnago) |

|                                      |           |               |
| Cristallini 26’ Scarafoni 80’ (rig.) | Marcatori | 31’ Ricchetti |

| Arbitro: | Amendolia (Messina) |

|              |           |              |
| Rambaudi 14’ | Marcatori | 55’ Ferrante |

### Coppa Mitropa
| Arbitro: | Hycl |

|                 |                      |                             |
| Baiano 13’, 78’ | Marcatori            | 21’ Vasilarevic 61’ Bilbida |
|                 | Tiri di rigore 2 – 4 |                             |

## Statistiche

### Statistiche di squadra
| Competizione  | Punti | In casa | In casa | In casa | In casa | In casa | In casa | In trasferta | In trasferta | In trasferta | In trasferta | In trasferta | In trasferta | Totale | Totale | Totale | Totale | Totale | Totale | DR |
| Competizione  | Punti | G       | V       | N       | P       | Gf      | Gs      | G            | V            | N            | P            | Gf           | Gs           | G      | V      | N      | P      | Gf     | Gs     | DR |
| ------------- | ----- | ------- | ------- | ------- | ------- | ------- | ------- | ------------ | ------------ | ------------ | ------------ | ------------ | ------------ | ------ | ------ | ------ | ------ | ------ | ------ | -- |
| Serie A       | 35    | 17      | 8       | 5       | 4       | 31      | 24      | 17           | 4            | 6            | 7            | 27           | 34           | 34     | 12     | 11     | 11     | 58     | 58     | 0  |
| Coppa Italia  |       | 1       | 0       | 1       | 0       | 1       | 1       | 1            | 0            | 0            | 1            | 1            | 2            | 3      | 0      | 1      | 1      | 2      | 3      | -1 |
| Coppa Mitropa |       | 1       | 0       | 1       | 0       | 2       | 2       | -            | -            | -            | -            | -            | -            | 1      | 0      | 1      | 0      | 2      | 2      | 0  |
| Totale        | -     | 20      | 8       | 7       | 4       | 34      | 27      | 19           | 4            | 6            | 8            | 28           | 36           | 37     | 12     | 13     | 12     | 62     | 63     | -1 |

### Statistiche dei giocatori[3]
| Giocatore    | Serie A  | Serie A | Serie A     | Serie A    | Coppa Italia | Coppa Italia | Coppa Italia | Coppa Italia | Coppa Mitropa | Coppa Mitropa | Coppa Mitropa | Coppa Mitropa | Totale   | Totale | Totale      | Totale     |
| Giocatore    | Presenze | Reti    | Ammonizioni | Espulsioni | Presenze     | Reti         | Ammonizioni  | Espulsioni   | Presenze      | Reti          | Ammonizioni   | Espulsioni    | Presenze | Reti   | Ammonizioni | Espulsioni |
| ------------ | -------- | ------- | ----------- | ---------- | ------------ | ------------ | ------------ | ------------ | ------------- | ------------- | ------------- | ------------- | -------- | ------ | ----------- | ---------- |
| F. Baiano    | 33       | 16      | ?           | ?          | 1            | 0            | ?            | ?            | 1             | 2             | ?             | ?             | 35       | 18     | ?           | ?          |
| O. Barone    | 34       | 0       | ?           | ?          | 2            | 0            | ?            | ?            | 1             | 0             | ?             | ?             | 37       | 0      | ?           | ?          |
| M. Codispoti | 34       | 2       | ?           | ?          | 2            | 0            | ?            | ?            | 1             | 0             | ?             | ?             | 37       | 2      | ?           | ?          |
| A. Consagra  | 29       | 0       | ?           | ?          | 1            | 0            | ?            | ?            | -             | -             | -             | -             | 30       | 0      | 0+          | 0+         |
| S. Fresi     | -        | -       | -           | -          | -            | -            | -            | -            | 1             | 0             | ?             | ?             | 1        | 0      | 0+          | 0+         |
| G. Grandini  | 17       | 0       | ?           | ?          | -            | -            | -            | -            | 1             | 0             | ?             | ?             | 18       | 0      | 0+          | 0+         |
| I. Kolyvanov | 15       | 3       | ?           | ?          | -            | -            | -            | -            | -             | -             | -             | -             | 15       | 3      | 0+          | 0+         |
| G. Lo Polito | 2        | 0       | ?           | ?          | -            | -            | -            | -            | -             | -             | -             | -             | 2        | 0      | 0+          | 0+         |
| F. Mancini   | 30       | -48     | ?           | ?          | 1            | -2           | ?            | ?            | -             | -             | -             | -             | 31       | -50    | 0+          | 0+         |
| S. Matrecano | 28       | 0       | ?           | ?          | 2            | 0            | ?            | ?            | -             | -             | -             | -             | 30       | 0      | 0+          | 0+         |
| G. Musumeci  | 3        | 0       | ?           | ?          | 1            | 0            | ?            | ?            | 1             | 0             | ?             | ?             | 5        | 0      | ?           | ?          |
| T. Napoli    | 9        | 0       | ?           | ?          | 1            | 0            | ?            | ?            | -             | -             | -             | -             | 10       | 0      | 0+          | 0+         |
| P. Padalino  | 15       | 1       | ?           | ?          | -            | -            | -            | -            | 1             | 0             | ?             | ?             | 16       | 1      | 0+          | 0+         |
| D. Petrescu  | 25       | 4       | ?           | ?          | 2            | 0            | ?            | ?            | 1             | 0             | ?             | ?             | 28       | 4      | ?           | ?          |
| M. Picasso   | 20       | 1       | ?           | ?          | 2            | 0            | ?            | ?            | 1             | 0             | ?             | ?             | 23       | 1      | ?           | ?          |
| A. Porro (I) | 21       | 1       | ?           | ?          | 2            | 0            | ?            | ?            | 1             | 0             | ?             | ?             | 24       | 1      | ?           | ?          |
| R. Rambaudi  | 33       | 9       | ?           | ?          | 2            | 1            | ?            | ?            | 1             | 0             | ?             | ?             | 36       | 10     | ?           | ?          |
| C. Ricchetti | -        | -       | -           | -          | 1            | 1            | ?            | ?            | -             | -             | -             | -             | 1        | 1      | 0+          | 0+         |
| M. Rosin     | 6        | -10     | ?           | ?          | 1            | -1           | ?            | ?            | 1             | -2            | ?             | ?             | 8        | -13    | ?           | ?          |
| I. Šalimov   | 33       | 9       | ?           | ?          | 1            | 0            | ?            | ?            | -             | -             | -             | -             | 34       | 9      | 0+          | 0+         |
| G. Signori   | 32       | 11      | ?           | ?          | 2            | 0            | ?            | ?            | -             | -             | -             | -             | 34       | 11     | 0+          | 0+         |

### Andamento in campionato
| Giornata  | 1 | 2 | 3 | 4 | 5 | 6 | 7 | 8 | 9 | 10 | 11 | 12 | 13 | 14 | 15 | 16 | 17 | 18 | 19 | 20 | 21 | 22 | 23 | 24 | 25 | 26 | 27 | 28 | 29 | 30 | 31 | 32 | 33 | 34 |
| --------- | - | - | - | - | - | - | - | - | - | -- | -- | -- | -- | -- | -- | -- | -- | -- | -- | -- | -- | -- | -- | -- | -- | -- | -- | -- | -- | -- | -- | -- | -- | -- |
| Luogo     | T | C | T | C | C | T | C | T | C | T  | C  | T  | C  | T  | T  | C  | T  | C  | T  | C  | T  | T  | C  | T  | C  | T  | C  | T  | C  | T  | C  | C  | T  | C  |
| Risultato | N | P | V | V | N | P | V | N | V | V  | P  | P  | N  | N  | P  | V  | P  | N  | P  | N  | N  | P  | N  | P  | P  | V  | V  | N  | V  | N  | V  | V  | V  | P  |

Legenda:

Luogo: C = Casa; T = Trasferta. Risultato: V = Vittoria; N = Pareggio; P = Sconfitta.